# Флор (ім'я)
Флор — християнське чоловіче ім'я. Походить через староцерковнослов'янське (Флоръ) та грецьке посередництво від лат. Florus — чоловічої форми Flora («Флора»), жіночого імені, яким первісно називали на честь богині Флори.
Українська народна форма — Фрол (утворена шляхом метатези). У багатьох країнах більш поширені похідні від цього імені — Флоріан, Флориндо, Флоріо.

## Іменини
- За православним календарем (новий стиль) — 31 серпня (Флор Іллірійський), 1 листопада, 31 грудня[2].
- За католицьким календарем — 18 серпня (Флор Іллірійський), 22 грудня[3].

## Відомі носії
- Флор Іллірійський — ранньохристиянський святий, мученик.
- Флор Ліонський — диякон Ліонської єпархіальної церкви у Франкській державі, що жив у IX столітті.
- Минаєв Фрол Минайович — донський козак, колишній сподвижник Степана Разіна.
- Разін Фрол Тимофійович — донський козак, брат Степана Разіна.
- Козлов Фрол Романович (1908—1965) — радянський партійний та державний діяч.